# Юй Чаохун
Юй Чаохун (кит. 虞 朝鴻; род. 3 ноября 1975, Дали, Юньнань) — китайский легкоатлет, специалист по спортивной ходьбе. Выступал за сборную КНР по лёгкой атлетике в 1997—2007 годах, обладатель серебряной медали Азиатских игр, чемпион Восточноазиатских игр, победитель и призёр первенств республиканского значения, действующий рекордсмен Азии в ходьбе на 50 км, участник летних Олимпийских игр в Афинах.

## Биография
Юй Чаохун родился 3 ноября 1975 года в городском уезде Дали провинции Юньнань.
Впервые заявил о себе на международном уровне в сезоне 1997 года, когда вошёл в состав китайской сборной и выступил на Кубке мира по спортивной ходьбе в Подебрадах, где в дисциплине 50 км занял 36-е место.
В 1999 году на Кубке мира в Мезидон-Канон показал 16-й результат в личном зачёте 20 км и тем самым помог своим соотечественникам стать бронзовыми призёрами командного зачёта.
В 2001 году на Спартакиаде народов КНР в Гуанчжоу выиграл бронзовые медали на дистанциях 20 и 50 км.
В 2002 году в ходьбе на 20 км получил серебряную награду на Азиатских играх в Пусане, уступив только представителю Казахстана Валерию Борисову.
В 2003 году стал чемпионом КНР в ходьбе на 20 и 50 км, в тех же дисциплинах стартовал на чемпионате мира в Париже.
В 2004 году на Кубке мира в Наумбурге стал серебряным призёром в личном и командном зачётах 50 км. Благодаря череде удачных выступлений удостоился права защищать честь страны на летних Олимпийских играх в Афинах — в программе ходьбы на 50 км показал результат 3:43:45, расположившись в итоговом протоколе соревнований на четвёртой строке.
В 2005 году на дистанции 20 км одержал победу на Восточноазиатских играх в Макао, в то время как на чемпионате мира в Хельсинки был дисквалифицирован. 22 октября на Спартакиаде народов КНР в Цзянсу превзошёл всех соперников в дисциплине 50 км, установив при этом ныне действующий рекорд Азии и национальный рекорд Китая — 3:36:06 (лучший результат мирового сезона).
В 2006 году на Кубке мира в Ла-Корунье занял 11-е место в личном зачёте 50 км и стал бронзовым призёром командного зачёта.
На чемпионате мира 2007 года в Осаке в ходе прохождения дистанции в 50 км получил дисквалификацию и не показал никакого результата.
Завершил спортивную карьеру по окончании сезона 2009 года.